# انتونوف إيه إن - 22
أنتونوف أن-22 (بالإنجليزية: Antonov An-22)‏ هي طائرة شحن استراتيجي بأربع محركات أنتجت في 1966 بالاتحاد السوفيتي. من صناعة أنتونوف. كان أول طيران لها في 27 فبراير 1965. دخلت الخدمة في 1967، ومازالت في الخدمة حتى الآن. صنع منها 68 طائرة.

## المستخدمون
- إيروفلوت
- خطوط طيران أنتونوف